# Final da Copa São Paulo de Juniores 1990
A final da Copa São Paulo de Futebol Júnior de 1990 foi a 21ª Final da Competição, e foi decidida por Flamengo - que chegava pela primeira vez à final deste torneio - e Juventus-SP - que chegava pela terceira vez à final deste torneio, das quais venceu 1 e perdeu a outra - em partida única no Estádio do Pacaembu, no dia 31 de janeiro de 1990.
Para essa partida, o elenco do Flamengo tinha as baixas de Marcelinho Carioca, Paulo Nunes e Marquinhos que dias antes haviam sido convocados para a Seleção Brasileira Sub-20.
O Flamengo conquistou seu primeiro título vencendo a partida por 1 a 0, gol do zagueiro Júnior Baiano, aos 28 minutos do primeiro tempo, após receber lançamento de Djalminha, entrar pela intermediária cara a cara com o goleiro, e encobri-lo com um toque sutil.
A vitória do Flamengo representou o quinto triunfo de equipes cariocas em 6 finais da Copa SP de Juniores contra times paulistas<

## Campanhas
- Nota: Incluindo a Final

| Equipe   | J  | V | E | D | GP | GC | SG  | Aproveitamento | Artilheiro         |
| -------- | -- | - | - | - | -- | -- | --- | -------------- | ------------------ |
| Juventus |    |   |   |   |    |    |     |                |                    |
| Flamengo | 11 | 7 | 3 | 1 | 22 | 7  | +15 | 72,7%          | Djalminha - 5 gols |

### Caminho até a final
| Time               | Pts | J | V (3/2) | E (P/N) | D | GP | GS | SG |
| ------------------ | --- | - | ------- | ------- | - | -- | -- | -- |
| Botafogo-SP        | 9   | 5 | 2 (2/0) | 3 (3/0) | 0 | 11 | 5  | +6 |
| Flamengo           | 8   | 5 | 3 (0/3) | 2 (2/0) | 0 | 6  | 2  | +4 |
| Nacional-SP        | 5   | 5 | 2 (0/2) | 1 (1/0) | 2 | 5  | 6  | -1 |
| Criciúma           | 4   | 5 | 1 (0/1) | 2 (2/0) | 2 | 6  | 7  | -1 |
| Santos             | 3   | 5 | 0       | 4 (3/1) | 1 | 5  | 6  | -1 |
| Central Brasileira | 2   | 5 | 1 (0/1) | 0       | 4 | 2  | 9  | -7 |

| Time        | Pts | J | V (3/2) | E (P/N) | D | GP | GS | SG |
| ----------- | --- | - | ------- | ------- | - | -- | -- | -- |
| Grêmio      | 9   | 5 | 3 (2/1) | 2 (1/1) | 0 | 11 | 3  | +8 |
| Juventus-SP | 9   | 5 | 3 (2/1) | 1 (1/0) | 1 | 12 | 5  | +7 |
| Santo André | 9   | 5 | 3 (2/1) | 1 (1/0) | 1 | 8  | 6  | +2 |
| Dom Bosco   | 5   | 5 | 2 (1/1) | 0       | 3 | 10 | 16 | -6 |
| Tiradentes  | 3   | 5 | 1 (1/0) | 0       | 4 | 10 | 18 | -8 |
| Náutico     | 1   | 5 | 0       | 2 (1/1) | 3 | 6  | 9  | -3 |

| Time        | Pts | J | V (3/2) | E (S/N) | D | GP | GS | SG |
| ----------- | --- | - | ------- | ------- | - | -- | -- | -- |
| Juventus-SP | 4   | 2 | 2 (0/2) | 0       | 0 | 4  | 1  | +3 |
| Flamengo    | 3   | 2 | 1 (1/0) | 0       | 1 | 8  | 3  | +5 |
| Corinthians | 0   | 2 | 0       | 0       | 2 | 1  | 9  | -8 |

| Time        | Pts | J | V (3/2) | E (S/N) | D | GP | GS | SG |
| ----------- | --- | - | ------- | ------- | - | -- | -- | -- |
| Juventus-SP | 4   | 2 | 2 (0/2) | 0       | 0 | 4  | 1  | +3 |
| Flamengo    | 3   | 2 | 1 (1/0) | 0       | 1 | 8  | 3  | +5 |
| Corinthians | 0   | 2 | 0       | 0       | 2 | 1  | 9  | -8 |

## Detalhes da Partida
| 31 de janeiro de 1990 | Flamengo                      | 1 – 0     | Juventus-SP | Estádio do Pacaembu, São Paulo                    |
|                       | Júnior Baiano 28' (cobertura) | Relatório |             | Público: 5,000 Árbitro: SP Mario Eugenio Bismarck |

| Flamengo | Juventus-SP |

|                |    |               |  |  |
|                |    |               |  |  |
| G              | 1  | Adriano       |  |  |
| LD             | 2  | Mário Carlos  |  |  |
| Z              | 18 | Tita          |  |  |
| Z              | 4  | Júnior Baiano |  |  |
| LE             | 5  | Piá           |  |  |
| V              | 16 | Edmilson      |  |  |
| V              | 15 | Fábio Augusto |  |  |
| M              | 6  | Fabinho       |  |  |
| M              | 10 | Djalminha     |  |  |
| A              | 17 | Luís Antônio  |  |  |
| A              | 8  | Nélio         |  |  |
| Substituições: |    |               |  |  |
| A              |    | William       |  |  |
| Treinador:     |    |               |  |  |
| Ernesto Paulo  |    |               |  |  |

|                |   |                |  |
|                |   |                |  |
| G              | 1 | Alê            |  |
| LD             | ' | Canela         |  |
| Z              | ' | Emerson        |  |
| Z              | ' | Índio          |  |
| LE             | ' | Vagner         |  |
| V              | ' | Aleba          |  |
| V              | ' | Índio II       |  |
| M              | ' | Ricardo Vieira |  |
| A              | ' | Ed Carlos      |  |
| A              | ' | Carmo          |  |
| A              | ' | Silva          |  |
| Substituições: |   |                |  |
|                |   | Fernando       |  |
| Treinador:     |   |                |  |
| Borracha       |   |                |  |

## Pós Jogo
Este time do Flamengo é considerado, até hoje, o maior time da história da Copinha.
Esta safra campeã rubro-negra rendeu bons frutos ao time profissional do Flamengo, dando colaboração direta para os títulos da Copa do Brasil de 1990, do estadual de 91, do Campeonato Brasileiro de 92 e ainda foi até as quartas-de-final da Libertadores de 93.